# Natalie Kingston
Pour les articles homonymes, voir Kingston.
Natalie Ringstrom, née le 19 mai 1905 à Vallejo (Californie) et morte le 2 février 1991 à Los Angeles (quartier de West Hills, Californie), est une actrice américaine, connue sous le nom de scène de Natalie Kingston.

## Biographie
Natalie Kingston étudie la danse durant son enfance et participe comme danseuse à un spectacle au Winter Garden Theatre de New York avant de rejoindre la troupe Fanchon and Marco en Californie après un spectacle à San Francisco.
Natalie Kingston débute au cinéma dans une série de courts métrages comiques sortis en 1924 et produits par Mack Sennett (elle contribue à d'autres en 1925-1926), dont le western Le Shérif du Klondike de Del Lord (avec Ben Turpin).
Parmi ses autres films muets, mentionnons L'Ange de la rue de Frank Borzage (avec Janet Gaynor et Charles Farrell) et Une fille dans chaque port d'Howard Hawks (avec Victor McLaglen et Robert Armstrong), tous deux sortis en 1928.
Suivent notamment les serials Tarzan the Mighty de Jack Nelson et Ray Taylor (muet, 1928) et Tarzan le Tigre d'Henry MacRae (parlant, 1929), où elle personnifie Jane Porter aux côtés de Frank Merrill dans le rôle-titre.
Citons également deux films parlants sortis en 1930, The Last of the Duanes d'Alfred L. Werker (avec George O'Brien et Lucile Browne) et Her Wedding Night de Frank Tuttle (avec Clara Bow et Ralph Forbes).
Les trois derniers de sa cinquantaine de films américains sortent en 1933, dont Sa secrétaire privée de Phil Whitman (avec Evalyn Knapp et John Wayne), après quoi elle se retire définitivement.

## Filmographie partielle
- 1924 : Le Sheriff du Klondike (Yukon Jake) de Del Lord (court métrage) : Nell
- 1924 : La Longue Nuit (All Night Long) d'Harry Edwards (court métrage) : Nanette Burgundy
- 1925 : His Marriage Wow d'Harry Edwards (court métrage)
- 1925 : Skinners in Silk de Del Lord (court métrage) : Flora Keyes
- 1926 : Lost at Sea de Louis J. Gasnier : Nita Howard
- 1926 : Kid Boots de Frank Tuttle
- 1926 : The Silent Lover (en) de George Archainbaud : Vera Sherman
- 1927 : The Night of Love de George Fitzmaurice : Donna Beatriz
- 1927 : Sa dernière culotte (Long Pants) de Frank Capra
- 1927 : Premier Amour (en) (His First Flame) d'Harry Edwards : Ethel Morgan
- 1927 : Mon patron et moi (Figures Don't Lie) de A. Edward Sutherland
- 1928 : L'Ange de la rue (Street Angel) de Frank Borzage : Lisetta
- 1928 : Painted Post (en) d'Eugene Forde : Barbara Lane
- 1928 : Une fille dans chaque port (A Girl in Every Port) d'Howard Hawks : une fille des îles
- 1928 : Tarzan the Mighty de Jack Nelson et Ray Taylor de Jack Nelson et Ray Taylor (serial) : Jane Porter (nommée Mary Trevor)
- 1929 : Le Célèbre Capitaine Blake (River of Romance) de Richard Wallace : Mexico
- 1929 : Tarzan le Tigre (Tarzan the Tiger) d'Henry MacRae (serial) : Jane Porter (nommée Lady Jane)
- 1930 : Le Dernier des Duane (The Last of the Duanes) d'Alfred L. Werker : la petite amie de Morgan
- 1930 : Under Texas Skies (en) de J. P. McGowan : Joan Prescott
- 1930 : Her Wedding Night de Frank Tuttle : Eva
- 1933 : Forgotten de Richard Thorpe : May Strauss
- 1933 : Sa secrétaire privée (His Private Secretary) de Phil Whitman (en) : Polly
- 1933 : Une nuit seulement (Only Yesterday) de John M. Stahl : rôle indéterminé

## Distinction
- 1927 : WAMPAS Baby Stars.

## Galerie photos

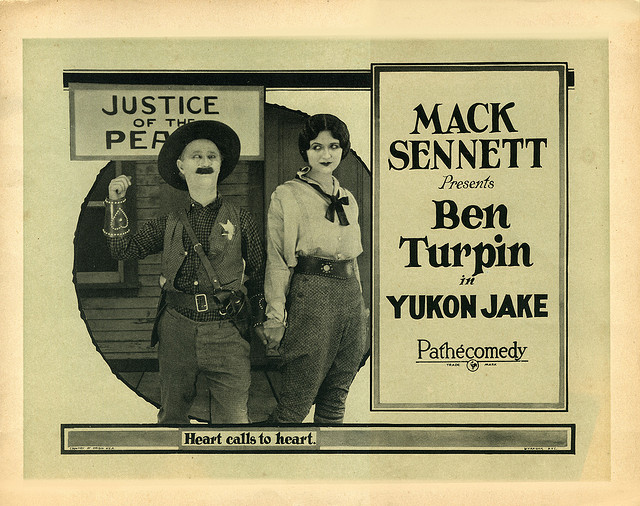
Avec Ben Turpin, dans Le Sheriff du Klondike (1924)
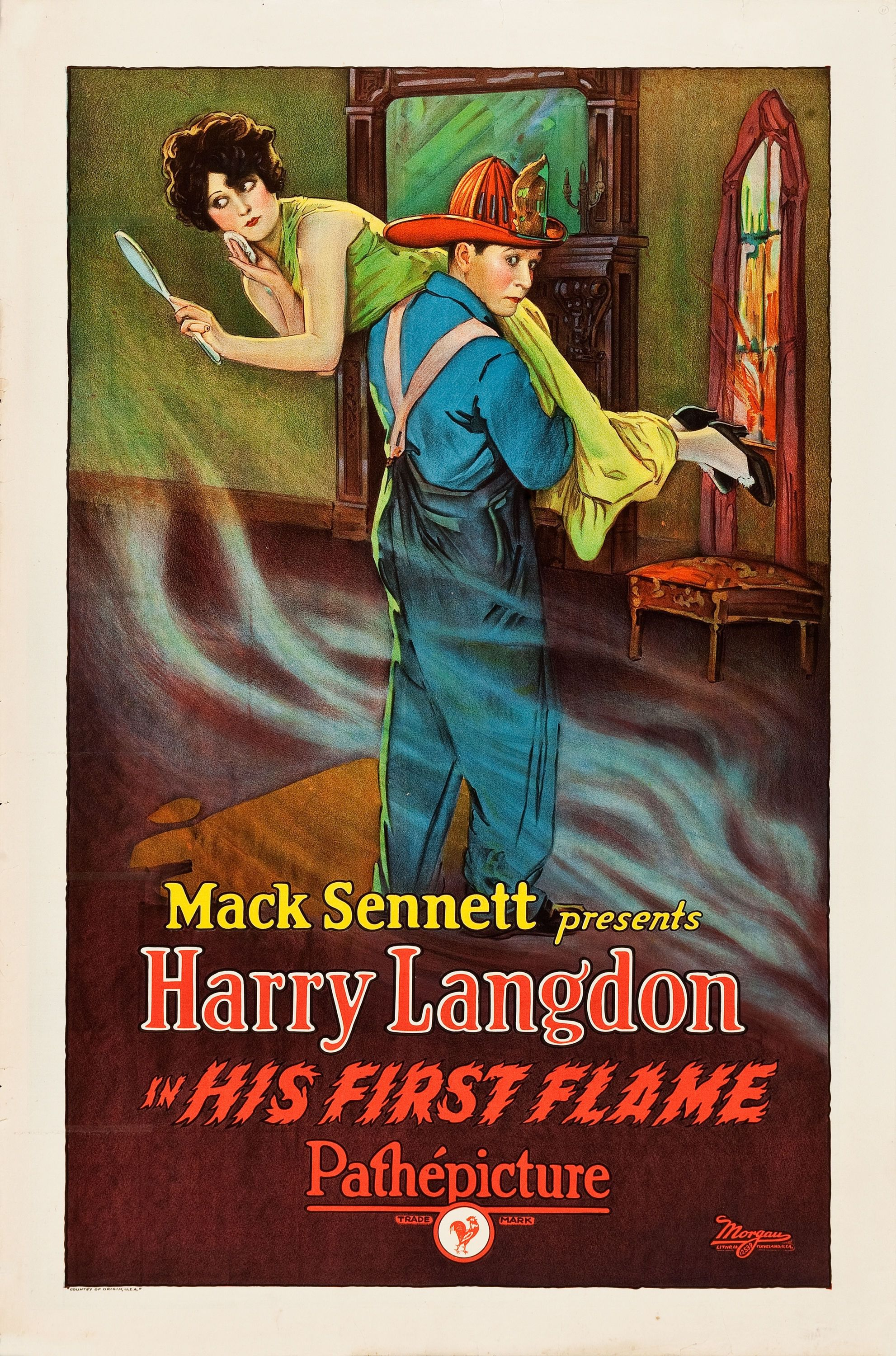
Avec Harry Langdon, dans Premier Amour (en) (His First Flame)  (1927)
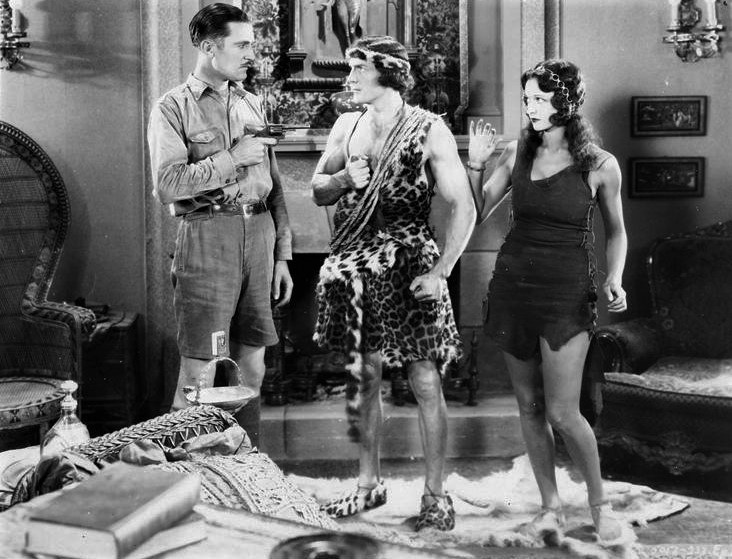
Al Ferguson, Frank Merrill et Natalie Kingston (de g. à d.), dans Tarzan le Tigre (1929)
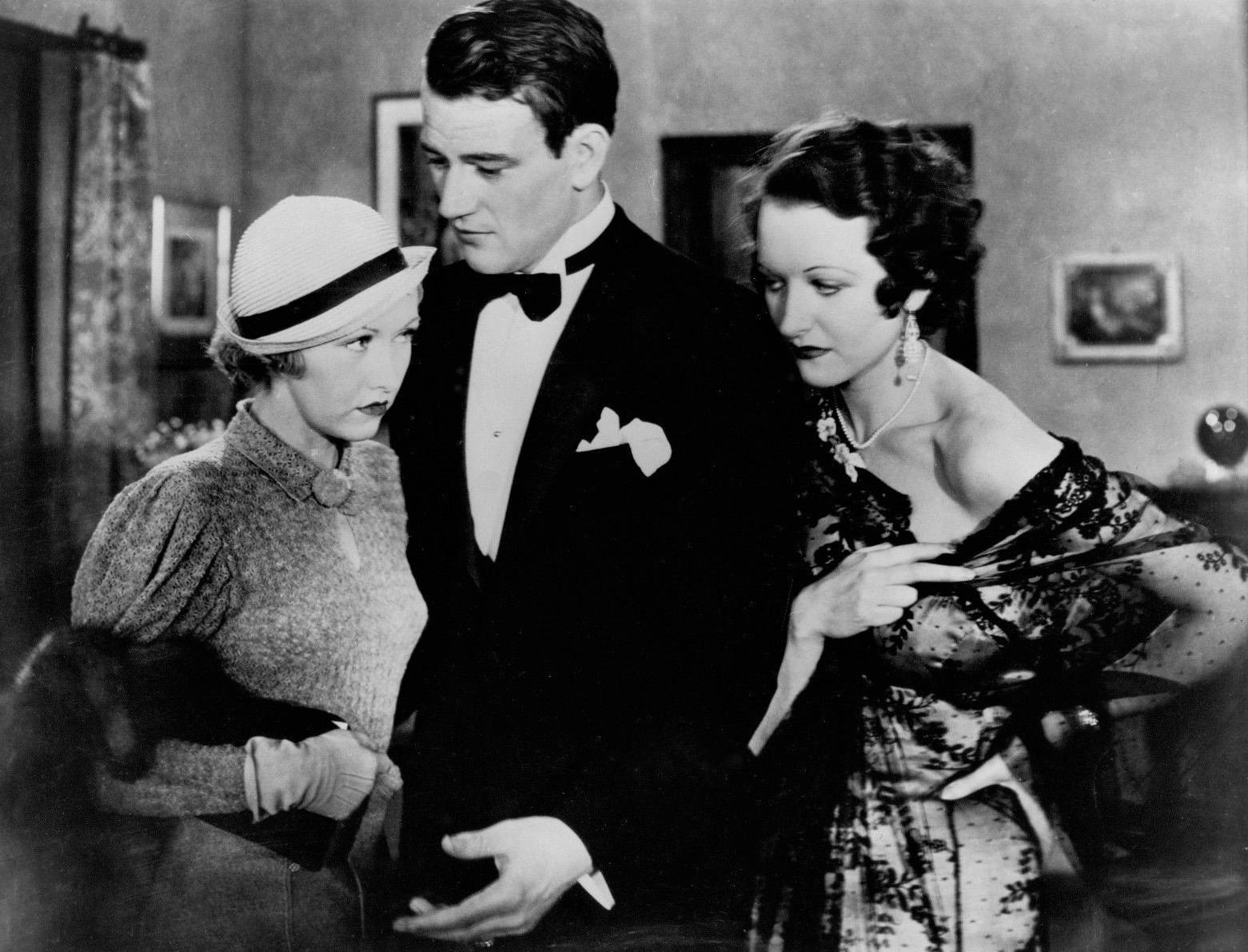
Evalyn Knapp, John Wayne et Natalie Kingston (de g. à d.), dans Sa secrétaire privée (1933)